# Aspidifrontia biarcuata
Aspidifrontia biarcuata là một loài bướm đêm trong họ Noctuidae.